# Nom de domaine internationalisé

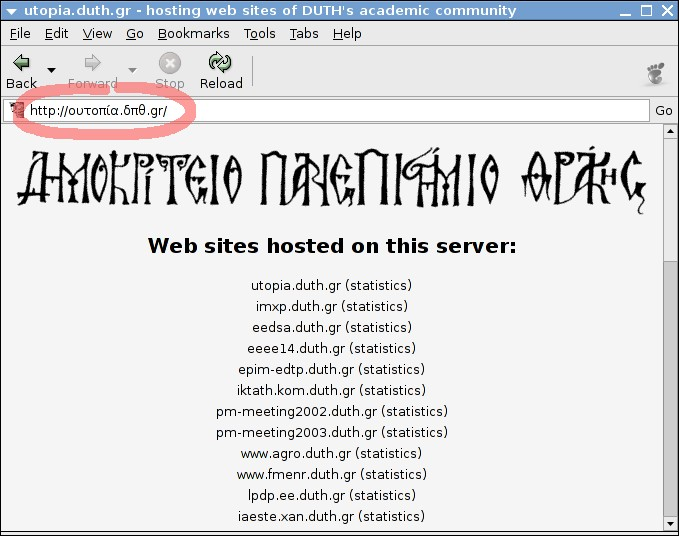
Exemple d'un nom de domaine internationalisé en grec, avec cependant le TLD pays (country code top-level domain) en alphabet latin.

Un nom de domaine internationalisé est un nom de domaine Internet qui peut contenir des caractères non définis par le standard ASCII. Parmi ces caractères, on trouve notamment les lettres accentuées courantes dans de nombreuses langues européennes, ainsi que d'autres caractères n'appartenant pas à l'alphabet latin.
Plusieurs registres de noms de domaine autorisent aujourd'hui les noms de domaine internationalisés, par exemple .de (Allemagne), .eu (Union européenne).

## Fonctionnement
Le standard définissant les noms de machines (RFC 1123) ne considère qu'un nombre très limité de caractères (sous-ensemble ASCII). D'où le principe du protocole IDNA (Internationalized Domain Names in Applications, RFC 5890) : les noms de domaine internationalisés sont convertis dans un nom de domaine ASCII (format Punycode). Par exemple, www.académie-française.fr sera converti en www.xn--acadmie-franaise-npb1a.fr.
La plupart des navigateurs web récents, tels que Internet Explorer ≥ 7, Google Chrome, Firefox 3.0, Safari 3, Netscape 7.1, SeaMonkey 1.0 et Opera 9 sont compatibles avec les noms de domaine internationalisés, et d'autres logiciels tels que mutt (courrier) les gèrent aussi.
Depuis mai 2012, les noms de domaines IDN en .fr ont été ouverts officiellement en France. L'Afnic a automatiquement rattaché à leurs propriétaires un domaine avec lettres accentuées aux noms de domaine qui étaient susceptibles d'être réservés par des tiers.
Il existe toutefois plusieurs versions d'internationalisation des noms de domaine, comme les noms de domaine internationaux approuvés en 2003 (IDNA2003), et la révision approuvée en 2010 (IDNA2008).

## Détermination du préfixe xn
Le préfixe xn a été annoncé le 12 février 2003 et choisi aléatoirement selon un protocole vérifiable et reproductible décrit dans la RFC 2777. L'IANA a choisi d'utiliser le volume d'échange de douze actions la journée du 10 février 2003 : six actions du NASDAQ et six actions du NYSE. En déroulant le protocole connu à l'avance, un des candidats a été choisi comme préfixe.
Message en anglais annonçant le protocole :
- http://www.ietf.org/mail-archive/web-old/ietf-announce-old/current/msg22384.html

Message en anglais annonçant les données et le résultat :
http://www.ietf.org/mail-archive/web-old/ietf-announce-old/current/msg22565.html

## ccTLDetTLDacceptant des libellés de nom de domaine non ASCII

### TLD
- .biz (2001) Les gestionnaires NeuLevel/NeuStar autorisent les IDN chinois, danois, finnois, allemand, hongrois, islandais, japonais, coréens, lettons, lituaniens, polonais, portugais, norvégiens, espagnols et suédois avec l'extension « .biz »[7]
- .com (1985)[8]
- .info (19 mars 2003)[9]
- .museum (20 janvier 2004)[10]
- .net (1985)[11]
- .org (18 janvier 2005)[12]

### ccTLD
- .ar : (á, à, â, é, è, ê, í, ì, ó, ò, ô, ú, ü, ñ, ç) à partir de 2009[13]
- .ac[14]
- .ae
- .at[15]
- .bd
- .be (à partir du 11 juin 2013)
- .bg en plus de l'ASCII, seules les lettres cyrilliques de l'alphabet bulgare sont autorisées.
- .br (9 mai 2005) pour les noms portugais (ou brésiliens)[16]
- .cat (14 février 2006) pour les noms catalans[17]
- .ch (1er mars 2004)
- .cl (21 septembre 2005), (á, é, í, ó, ú, ü, ñ)[18]
- .cn : pour les Caractères chinois simplifiés[19],[20]
- .de (1er mars 2004)[21]
- .dk (1er janvier 2004) (æ, ø, å, ö, ä, ü, & é)[22]
- .es (2 octobre 2007), (á, à, é, è, í, ï, ó, ò, ú, ü, ñ, ç, l·l)[23]
- .eu (26 juin 2009) : voir[24],[25]
- .fi (1er septembre 2005)[26]
- .fr (3 mai 2012)[27] (ß à á â ã ä å æ ç è é ê ë ì í î ï ñ ò ó ô õ ö ù ú û ü ý ÿ œ)
- .gr (4 juillet 2005)[28] pour les noms grecs
- .hk (8 mars 2007)[29] pour les Caractères chinois
- .hu (1er mars 2004), (á, é, í, ó, ö, ő, ú, ü, ű)[30]
- .ie République d'Irlande
- .id Indonésie
- .io[31]
- .ir[32]
- .is (1er juillet 2004): voir détails
- .jp (Juillet 2003), pour les caractères japonais (kanji, hiragana & katakana)
- .kr (Août 2003), pour les caractères coréens
- .li (1er mars 2004)
- .lt (30 mars 2004), (ą, č, ę, ė, į, š, ų, ū, ž)[33]
- .lv (2004)[34]
- .mn Mongolie
- .no (9 février 2004)[35]
- .nu[36]
- .pe (8 décembre 2007)[37]
- .pl (11 septembre 2003)[38]
- .pt 1er juillet 2005 pour les caractères portugais
- .se (Octobre 2003), pour les caractères suédois, été 2007 également pour finnois, meänkieli, romani, sami, et yiddish[39]
- .sh[40]
- .su[41]
- .tm[42]
- .tr 14 novembre 2006[43]
- .tw Caractères chinois traditionnels[44]
- .vn Vietnamien[45]
- .ws

## ccTLD et TLD acceptant des extensions de nom de domaine non ASCII
Les neuf registres suivants mènent une procédure d'évaluation d'extension ccTLD internationalisée, c'est-à-dire non ASCII.
| IDN ccTLD | Pays                | forme ASCII        | Translittération             | Autre ccTLD | Étape / Résultat au 24 avril 2010 |
| --------- | ------------------- | ------------------ | ---------------------------- | ----------- | --------------------------------- |
| .中国     | Chine               | .xn--fiqs8s        | zhōngguó                     | .cn         | fast track process                |
| .中國     | Chine               | .xn--fiqz9s        | zhōngguó                     | .cn         | fast track process                |
| مصر.      | Égypte              | .xn--wgbh1c        | masr                         | .eg         | délégation approuvée par ICANN    |
| .香港     | Hong Kong           | .xn--j6w193g       | hoeng gong                   | .hk         | ?                                 |
| .рф       | Russie              | .xn--p1ai          | rf = rossiïskaïa federatsiïa | .ru .su     | délégation approuvée par ICANN    |
| .бг       | Bulgarie            | .xn--90ae          | bălgarija                    | .bg         | ?                                 |
| .укр      | Ukraine             | .xn--j1amh         | ukrayina                     | .ua         | ?                                 |
| السعودية. | Arabie saoudite     | .xn--mgberp4a5d4ar | as-sa'ūdiyyah                | .sa         | délégation approuvée par ICANN    |
| .台湾     | Taïwan              | .xn--kprw13d       | táiwān                       | .tw         | fast track process                |
| .台灣     | Taïwan              | .xn--kpry57d       | táiwān                       | .tw         | fast track process                |
| .تونس     | Tunisia             | .xn--pgbs0dh       | tounes                       | .tn         | ?                                 |
| امارات.   | Émirats arabes unis | .xn--mgbaam7a8h    | emarat                       | .ae         | délégation approuvée par ICANN    |

Onze premiers registres ont entrepris depuis 2007 des tests d'évaluation d'extension TLD internationalisée, c'est-à-dire non ASCII,.
Un site « exemple.test » est testé dans chacun de ces registres.
| IDN TLD    | Translittération | Forme ASCII         | Langue   | Alphabet                                         | exemple.test de l'ICANN                                                                                             |
| ---------- | ---------------- | ------------------- | -------- | ------------------------------------------------ | --- |
| إختبار.    | ạ̹kẖtbạr.         | .xn--kgbechtv       | Arabe    | Alphabet perso-arabe (voir aussi Alphabet arabe) | « http://مثال.إختبار/ »(Archive.org • Wikiwix • Archive.is • Google • Que faire ?) (consulté le 30 mars 2013)       |
| آزمایشی.   | ậzmạy̰sẖy.        | .xn--hgbk6aj7f53bba | Farsi    | Alphabet perso-arabe                             | « http://مثال.آزمایشی/ »(Archive.org • Wikiwix • Archive.is • Google • Que faire ?) (consulté le 30 mars 2013)      |
| .测试      | .cèshì           | .xn--0zwm56d        | Chinois  | Caractères chinois simplifiés                    | « http://例子.测试/ »(Archive.org • Wikiwix • Archive.is • Google • Que faire ?) (consulté le 30 mars 2013)         |
| .測試      | .cèshì           | .xn--g6w251d        | Chinois  | Caractères chinois traditionnels                 | « http://例子.測試/ »(Archive.org • Wikiwix • Archive.is • Google • Que faire ?) (consulté le 30 mars 2013)         |
| .испытание | .ispytánije      | .xn--80akhbyknj4f   | Russe    | Alphabet cyrillique                              | « http://пример.испытание/ »(Archive.org • Wikiwix • Archive.is • Google • Que faire ?) (consulté le 30 mars 2013)  |
| .परीक्षा      | .parīkṣā         | .xn--11b5bs3a9aj6g  | Hindi    | Devanagari                                       | « http://उदाहरण.परीक्षा/ »(Archive.org • Wikiwix • Archive.is • Google • Que faire ?) (consulté le 30 mars 2013)        |
| .δοκιμή    | .dokimé          | .xn--jxalpdlp       | Grec     | Alphabet grec                                    | « http://παράδειγμα.δοκιμή/ »(Archive.org • Wikiwix • Archive.is • Google • Que faire ?) (consulté le 30 mars 2013) |
| .테스트    | .teseuteu        | .xn--9t4b11yi5a     | Coréen   | Hangul                                           | « http://실례.테스트/ »(Archive.org • Wikiwix • Archive.is • Google • Que faire ?) (consulté le 30 mars 2013)       |
| טעסט.      | .test            | .xn--deba0ad        | Yiddish  | Alphabet hébreu                                  | « http://בײַשפּיל.טעסט/ »(Archive.org • Wikiwix • Archive.is • Google • Que faire ?) (consulté le 30 mars 2013)       |
| .テスト    | .tesuto          | .xn--zckzah         | Japonais | Caractères Kanji, Hiragana, Katakana             | « http://例え.テスト/ »(Archive.org • Wikiwix • Archive.is • Google • Que faire ?) (consulté le 30 mars 2013)       |
| .பரிட்சை      | .pariṭcai        | .xn--hlcj6aya9esc7a | Tamoul   | Alphabet Tamoul                                  | « http://உதாரணம்.பரிட்சை/ »(Archive.org • Wikiwix • Archive.is • Google • Que faire ?) (consulté le 30 mars 2013)        |

## Implémentations logicielles
- GNU Libidn